# Thoralf Peters
Thoralf Peters, född den 13 januari 1968 i Güstrow i Tyskland, är en tysk roddare.
Han tog OS-silver i fyra med styrman i samband med de olympiska roddtävlingarna 1992 i Barcelona.